# Harkatjaya
Harkatjaya is een bestuurslaag in het regentschap Bogor van de provincie West-Java, Indonesië. Harkatjaya telt 5506 inwoners (volkstelling 2010).